# Hrabstwo Logan (Kentucky)

Piramida wieku hrabstwa

Hrabstwo Logan – hrabstwo w USA, w stanie Kentucky. Według danych z 2010 roku, hrabstwo zamieszkiwały 26573 osoby. Siedzibą hrabstwa jest Russellville.

## Miasta
- Adairville
- Auburn
- Lewisburg
- Russellville